# Харлов, Александр Борисович
Алекса́ндр Борисович Ха́рлов (18 марта 1958, Ташкент) — советский легкоатлет, бронзовый призёр чемпионата мира в беге на 400 метров с барьерами.

## Карьера
На Олимпийских играх в Москве Харлов участвовал в забегах на 400 метров с барьерами, но в финал выйти не смог. В 1982 году на чемпионате Европы в финале Александр стал шестым. Через год победил на Универсиаде и выиграл бронзу чемпионата мира.